# Bartolomé Torres Naharro
Bartolomé Torres Naharro (Torre de Miguel Sesmero, 1485 – Roma, 1530?) è stato un poeta e drammaturgo spagnolo naturalizzato italiano.

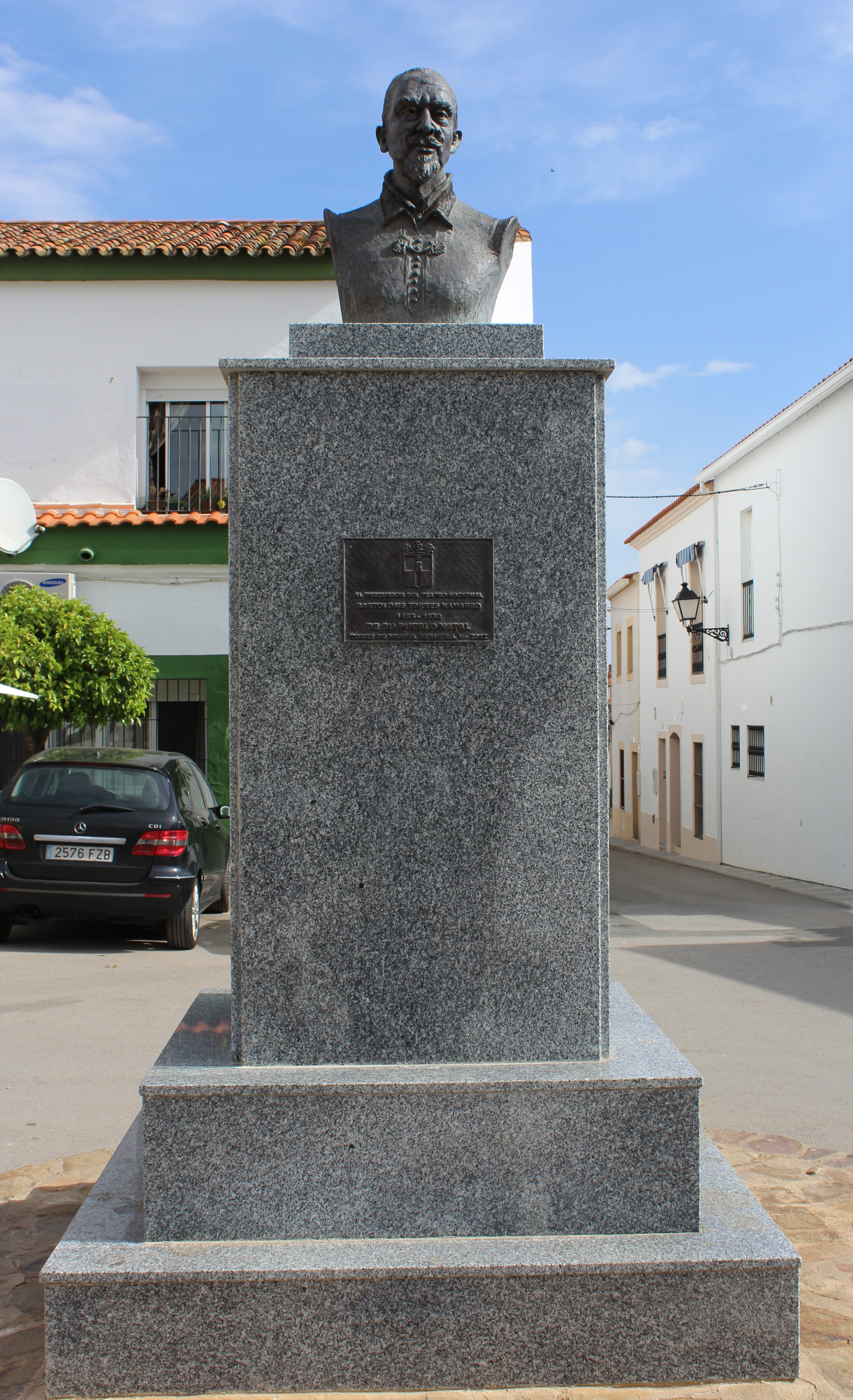
Statua Torres Naharro nella sua città natale.

Della prima parte della sua vita si hanno pochissime notizie. Caduto prigioniero dei pirati, riuscì ad ottenere il riscatto e si fece sacerdote e si stabilì in Italia.
Qui, a Napoli prima ed a Roma poi, venne a contatto con l'ambiente dell'alto clero. Nel 1517 pubblicò la Propaladia, raccolta completa delle sue opere liriche e teatrali, preceduta da un proemio in cui l'autore espone le sue teorie sull'arte drammatica.
L'opera di Torres Naharro, caratterizzata dalla coesistenza non armonicamente fusa della tradizione castigliana e del classicismo umanistico italiano, è notevole soprattutto per la quantità di temi, motivi e tecniche, sviluppati in seguito dal teatro spagnolo. Egli riconosceva la commedia come un artificio divertente inscenato da persone vere e ne accettava la tradizionale suddivisione in cinque jornadas oltre a sottolinearne il "decoro", con questo intendendo la corrispondenza fra dramatis persona e attore (<<che il servo si comporti da servo, che il nobile faccia altrettanto....>> ) sì che in questo modo il pubblico non potesse avere particolari problemi nell'approcciare l'opera; tale obiettivo poteva essere conseguito attraverso una adeguata retorica o abiti adatti al personaggio. Ma la cura che Naharro aveva per il pubblico è oltretutto verificabile dalla presenza, nelle sue opere, di una divisione interna tra introduzione e argomento, il primo essendo un monologo scherzoso tenuto da uno dei personaggi verso il pubblico con l'obiettivo di presentargli l'argomento.